# Lago Supung
El lago Supung es un embalse artificial en la frontera entre Corea del Norte y China. El lago ha sido creado por la presa Supung, situada en el río Yalu, ubicada aguas arriba de Sinuiju, Corea del Norte.

## Historia
La presa Supung fue construida entre 1937 y 1943 por las fuerzas japonesas durante la invasión japonesa de Manchuria. Cuando se construyó, la presa estaba en tierra de China y la central eléctrica en tierra de Corea del Norte. Tenía la capacidad de alimentar a toda Corea y Manchuria con electricidad.
El 19 de diciembre de 1972, Corea del Norte y China firmaron un protocolo para la protección, proliferación y uso conjuntos de los recursos pesqueros en relación con la gestión del Lago Supung. Otro protocolo se firmó previamente en 1959 con respecto al uso de la pesca en el lago, pero solo los representantes regionales habían escrito y firmado este protocolo.

## Chalet Changsung
El chalet Changsung con techo de tejas de estilo coreano en la orilla del lago es propiedad de la dinastía de Kim Il-sung y Kim Jong-il. Supuestamente hay un túnel que conecta directamente el chalet y el interior de China.

## En literatura
El escritor surcoreano Ko Un escribió un poema sobre un hombre que socavó la presa Supung durante décadas para "resucitar el viejo río (Yalu)". La presa finalmente se rompe y el agua se drena del lago, revelando las antiguas tumbas de los períodos Goguryeo y Balhae.